# زادی اسمیت
زیدی اسمیت (به انگلیسی: Zadie Smith) (زادهٔ ۲۵ اکتبر ۱۹۷۵ در لندن) رمان‌نویس بریتانیایی است.

## زندگی
زیدی اسمیت که در لندن و آمریکا زندگی می‌کند استاد زبان انگلیسی دانشگاه نیویورک است.
در سال ۲۰۱۲ زیدی اسمیت در جشنوارهٔ بین‌المللی کتاب ادینبورگ در جمع دوستدارانش گفت نمی‌خواهد کار دیگری را در آمریکا شکل دهد. این نویسنده که به‌ندرت در جمع‌های عمومی ظاهر می‌شود و همواره از این که از او عکس گرفته شود پرهیز می‌کند، در نشستی که در ادینبورگ برگزار شد بر اساس بازخوردهایی که از اثر پیشینش «درباره زیبایی» دریافت کرده بود گفت خیلی چیزها هست که آمریکایی‌ها به زبان نمی‌آورند و خیلی از چیزهایی که آن‌ها می گویند برای انگلیسی‌ها قابل درک نیست. او افزود به همین دلیل به این نتیجه رسیده‌است که نیویورک به اندازهٔ کافی نویسنده دارد و او فکر نمی‌کند که لازم باشد تا به شمار آن‌ها اضافه شود.

## فعالیت ادبی
زیدی اسمیت به عنوان نهمین زن داستان‌نویس صاحب‌سبک بریتانیایی شناخته شده و نامش در سال ۲۰۰۶ در میان ۱۰۰ نفر از پرنفوذترین افراد قرار گرفت. او که شهرت خود را مدیون رمان پرفروش «دندان‌های سپید» منتشرشده در سال ۲۰۰۰ است که برای نوشتن این اثر برندهٔ جایزهٔ اورنج سال ۲۰۰۶ شد و کتابش در شمار ۱۰۰ کتاب برتر مجلهٔ تایم از سال ۱۹۲۳ تا ۲۰۰۵ جای گرفت. رمان بعدی او «امضافروش» که دربارهٔ مردی است که با جمع‌آوری و فروش امضای چهره‌های مشهور زندگی می‌کند از دیگر آثار تحسین‌شدهٔ اوست.
زیدی اسمیت در رمان «ان دبلیو» به زادگاهش بازگشته و رمانش را در شمال غرب لندن، جایی که خودش رشد کرده، نوشته‌است. او در این رمان به توصیف زندگی همزمان چهار نفر پرداخته که در دههٔ چهارم زندگی‌شان هستند. او گفت با نوشتن این کتاب قصد داشت تا از تجربیات زندگی در لندن بگوید. این کتاب که از آن به عنوان یکی از مدعیان جایزهٔ بوکر سال ۲۰۱۲ سخن می‌رفت در کمال تعجب منتقدان به فهرست بوکر ۲۰۱۲ راه نیافت.

## جوایز
رمان «درباره زیبایی» زیدی اسمیت که سال ۲۰۰۵ منتشر شده بود و در شهر دانشگاهی نیوانگلند رخ می‌دهد با تحسین منتقدان روبه‌رو شده بود. این کتاب با صرف بودجه‌ای حدوداً ۲۰ میلیون دلاری به فیلمی سینمایی تبدیل شده‌است.
زیدی اسمیت، نویسنده انگلیسی، در سال ۲۰۰۶ برای رمان «دربارهٔ زیبایی» برنده جایزه ادبی «اورنج» به ارزش ۵۳ هزار و ۶۰۰ دلار در بخش رمان شد. پیش از این او در دو سال ۲۰۰۰ و ۲۰۰۳ نامزد جایزهٔ «اورنج» بود.

## آثار
داستان کوتاه
- ۱۹۹۵ — جعبه‌های منعکس (به انگلیسی: Mirrored Box) در «ذرت» (به انگلیسی: The Mays) از مجموعه داستان‌های آکسفورد و کمبریج
- ۱۹۹۶ — مرد روزنامه‌فروش (به انگلیسی: The Newspaper Man) (به انگلیسی: The Mays) از مجموعه داستان‌های آکسفورد و کمبریج
- ۱۹۹۷ — پسر خانم بگوم و معلم خصوصی (به انگلیسی: Mrs. Begum's Son and the Private Tutor) (به انگلیسی: The Mays) از مجموعه داستان‌های آکسفورد و کمبریج
- ۱۹۹۷ — پیکنیک، آذرخش (به انگلیسی: Picnic, Lightning) (به انگلیسی: The Mays) از مجموعه داستان‌های آکسفورد و کمبریج
- ۱۹۹۹ — استوارت (به انگلیسی: Stuart) در شمارهٔ داستانی زمستان نیویورکر
- ۲۰۰۱ — دختر با موهای چتری (به انگلیسی: The Girl with Bangs) در فصلنامه نگرانی تیموتی مک‌سوینی، شمارهٔ ۶
- ۲۰۰۲ — محاکمهٔ فینچ (به انگلیسی: The Trials of Finch) در شمارهٔ داستانی زمستان نیویورکر
- ۲۰۰۳ — مارتا، مارتا (به انگلیسی: Martha, Martha) در گرانتا ۸۱: بهترین رمان‌نویسان جوان بریتانیایی
- ۲۰۰۴ — هانول در جهنم (به انگلیسی: Hanwell in Hell) در نیویورکر ۲۷ سپتامبر
- ۲۰۰۷ — هانول سنر (به انگلیسی: Hanwell Snr) در نیویورکر ۱۴ مه
- ۲۰۱۲ — اجازهٔ ورود (به انگلیسی: Permission to Enter) درنیویورکر۳۰ ژوئیه

رمان
- ۲۰۰۰ — دندان‌های سپید (به انگلیسی: White Teeth])
- ۲۰۰۲ — امضافروش (به انگلیسی: The Autograph Man)
- ۲۰۰۵ — درباره زیبایی (به انگلیسی: On Beauty)
- ۲۰۱۲ — ان. دبلیو (به انگلیسی: NW)

غیرداستانی
- ۲۰۱۸ — با خیال راحت (به انگلیسی: Feel Free) که شش جستار از آن در کتاب ماجرا فقط این نبود با ترجمۀ معین فرخی و احسان لطفی توسط نشر اطراف به چاپ رسید.[۱۷]

## پی‌نوشت
1. ↑  Edemariam, Learning Curve.
2. ↑  «زیدی اسمیت دیگر...»،  ایبنا.
3. ↑  «زیدی اسمیت دیگر...»،  ایبنا.
4. ↑  «زیدی اسمیت دیگر...»،  ایبنا.
5. ↑  «زادی اسمیت دیگر...»،  ایبنا.
6. ↑  «زادی اسمیت دیگر...»،  ایبنا.
7. ↑  «ما نویسنده‌ها نفرین‌شده‌ایم؛ گفت‌وگو با زیدی اسمیت». نشر اطراف. ۱۳۹۸.
8. ↑  «رمان جدیدم را...»،  ایسنا.
9. ↑  «رمان جدیدم را...»،  ایسنا.
10. ↑  «زادی اسمیت دیگر...»،  ایبنا.
11. ↑  «زادی اسمیت دیگر...»،  ایبنا.
12. ↑  «چرا باید زیدی اسمیت بخوانیم؟». ۱۳۹۸.
13. ↑  «زادی اسمیت دیگر...»،  ایبنا.
14. ↑  «رمان جدیدم را...»،  ایسنا.
15. ↑  «جایزهٔ ادبی اورنج به...»،  خبرگزاری فارس.
16. ↑  «رمان جدیدم را...»،  ایسنا.
17. ↑  اسمیت، زیدی (۱۳۹۸). ماجرا فقط این نبود. ترجمهٔ معین فرخی و احسان لطفی. اطراف.